# Oplodontha punctifacies
Oplodontha punctifacies är en tvåvingeart som först beskrevs av Enrico Adelelmo Brunetti 1923.  Oplodontha punctifacies ingår i släktet Oplodontha och familjen vapenflugor.
Artens utbredningsområde är Sri Lanka. Inga underarter finns listade i Catalogue of Life.